# Geoffrey Burbidge
Geoffrey Ronald Burbidge (Chipping Norton, Oxfordshire, 24 de septiembre de 1925 - 26 de enero de 2010) fue un profesor de física británico-estadounidense de la Universidad de California en San Diego. Estuvo casado con Margaret Burbidge.

## Biografía
En 1957 junto con su esposa, el astrónomo británico Fred Hoyle y el físico de EE. UU. William Fowler, escribieron un famoso artículo sobre nucleosíntesis estelar referido comúnmente como el B2FH por la iniciales de los autores. Se le conoce principalmente por su apoyo a la Teoría del Estado Estacionario, una teoría cosmológica que está en contradicción con la Teoría del Big Bang.
De acuerdo con Burbidge, el universo es oscilatorio y se expande y contrae periódicamente. En su opinión, el helio primordial no es tal ni se produjo durante el Big Bang, sino a partir de hidrógeno en la atmósfera de estrellas de tipo K, y en este proceso se genera la radiación de fondo de microondas. No cree que los quasares estén a distancias cosmológicas, ni que la aceleración de partículas en sus jets se deba a acreción gravitatoria.
Fue director del Observatorio Nacional de Kitt Peak de 1978 a 1984 y editor del Annual Review of Astronomy and Astrophysics de 1974 a 2004.

## Honores
En su honor se nombró el asteroide (11753) Geoffburbidge.